# Markus Kenntner
Markus Kenntner (* 28. Januar 1965 in Ellwangen) ist ein deutscher Jurist und seit 2012 Richter am Bundesverwaltungsgericht, seit August 2022 als Vorsitzender Richter.

## Leben
Nach der juristischen Ausbildung wurde er Anfang 1998 Richter am Verwaltungsgericht Stuttgart. Im Frühjahr 1999 promovierte Kenntner an der Universität Tübingen zum Thema Justitiabler Föderalismus. 2000 wurde er zunächst für drei Jahre an das baden-württembergische Justizministerium und daran anschließend noch für mehrere Jahre an das Bundesverfassungsgericht als wissenschaftlicher Mitarbeiter abgeordnet. Noch während der laufenden Abordnung an das Verfassungsgericht wurde Markus Kenntner 2006 zum Richter am Verwaltungsgerichtshof Baden-Württemberg ernannt. Anfang April 2012 trat er den Dienst als Richter am Bundesverwaltungsgericht an. Seit dem 2. August 2022 ist er Vorsitzender des 2. Revisionssenats.
Kenntner verfasste im von Dieter C. Umbach, Thomas Clemens und Franz-Wilhelm Dollinger herausgegebenen Mitarbeiter-Kommentar zum Bundesverfassungsgerichtsgesetz den Abschnitt Das Bundesverfassungsgericht, die Kontrolle fachgerichtlicher Entscheidungen und die Verwaltungsgerichtsbarkeit. Er ist Mitherausgeber der Verwaltungsblätter für Baden-Württemberg.